# Kunta Kinte (otok)
Kunta Kinte (eng. James Island) je otok na rijeci Gambiji 30 km od njezina ušća, kod mjesta Juffureha u Gambiji. Na njemu se nalazi britanska utvrda Fort James koja je samo 3 km udaljena od francuske utvrde Albreda na sjevernoj obali rijeke. Obje su, zajedno s utvrdama Juffureh i Fort Bullen, 2003. godine upisane na UNESCO-ov popis mjesta svjetske baštine u Africi kao "svjedočanstva i ostaci od pred-kolonijalnog i pred-robovskog razdoblja do post-robovskog razdoblja i gambijske neovisnosti". 
Dana 6. veljače 2011. preimenovan je u otok Kunta Kinte, kako bi imao više gambijsko ime. Naime, Kunta Kinte, pripadnik naroda Mandinka, je bio predak američkog spisatelja Alexa Haleyja koji je u svom slavnom djelu Korijeni: Saga o američkoj obitelji, biografski i djelomice fikcijski, opisao njegov život i između ostalog njegov odlazak u roblje, upravo preko Jamesovog otoka.

## Povijest
Prvi europski doseljenici na otok su bili Baltički Nijemci iz vojvodstava Kurlandije i Semigalije, koji su imali druge kolonijalne posjede u tom području. Oni su ga zvali Otok sv. Andrije. No, na njega su polagali pravo i Englezi koji su ga prethodno dodijellili dvjema zasebnim poduzećima 1588. i 1618. godine.  God. 1651., doseljenici su izgradili utvrdu Jakov Fort, nazvanoj po vojvodi Kurlandije, Jakovu Kettleru. Nizozemci su nakratko održavali utvrdu od 1659. do 1661. godine kada ju zauzimaju Britanci; Nizozemci su je službeno ustupili Britancima 1664. godine.
Britanci su otok preimenovali u Jamesov otok ("Jakovljev otok"), a utvrdu Fort James po tadašnjem vojvodi od Yorka, kasnijem Jakovu II., kralju Engleske. Ovlaštene kraljevske tvrtke su upravljale ovim područjem, koje se u početku bavilo trgovinom zlata i bjelokosti, a kasnije i trgovinom roblja. Od 1669. njime upravlja Gambijsko društvo, a od 1684. godine, Kraljevska afrička tvrtka (Royal African Company).
Francuzi i gusari su više puta osvajali i uništavali utvrdu (1695. i 1702.). Dana 13. lipnja 1750. godine Jamesov otok je preuzelo "Udruženje trgovaca u Africi", a od 25. svibnja 1765. do 11. veljače 1779. godine, Gambija je bila dijelom britanske Senegambije. Nakon što je donesen Zakon o trgovini robljem 1807. godine, čime je trgovina robljem zabranjena u Ujedinjenom Kraljevstvu, izgrađene su Šestotopna baterija (Six-Gun Battery, 1816.) i Fort Bullen (1826.), na obje strane ušća rijeke Gambije, kako bi sprovodile ovaj zakon. One su, zajedno s cijelim Jamesovim otokom, napušteni 1870. godine.
Otok ima veliku eroziju i sada je na oko 1/6 svoje veličine tijekom vremena trgovine robljem. Preostale su tek ruševine nekoliko britanskih upravnih zgrada (uključujući i ćelije za najnemirnije robove), mali mol, i nekoliko skeletnih stabala baobaba. Ruševine su stabilizirane i zaštićen je pokrovni sloj, ali zbog niskog zemljišta neke građevine za vrijeme plime i oluja tuku valovi.

## Galerija
- Ruševine Jamesove utvrde danas
- Slavoluk Jufureha
- Kuća robova u Jufurehu
- Prva portugalska postaja u Jufurehu

## Vanjske poveznice
- Kratak opis i povijest Jamesovog otoka  Arhivirana inačica izvorne stranice od 10. siječnja 2008. (Wayback Machine) (engl.) Posjećeno 19. listopada 2011.
- Pojedinosti i karta (engl.) Posjećeno 19. listopada 2011.